# Alfred Zoff

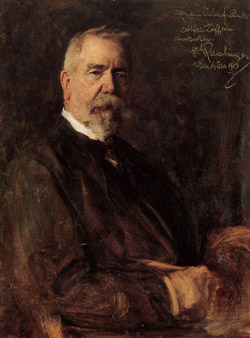
Alfred Zoff (1913), Porträt von Heinrich Rauchinger

Alfred Zoff (* 11. Dezember 1852 in Graz; † 12. August 1927 ebenda) war ein österreichischer Landschaftsmaler.

## Leben
Alfred Zoff entstammte einer Kärntner Familie und wurde 1852 als Sohn eines Arztes in Graz geboren. Er studierte nach seiner Matura zunächst an der Universität Graz Medizin und war ab 1871 Mitglied der Grazer akademischen Burschenschaft Arminia. Frühzeitig widmete sich Alfred Zoff gänzlich der Malerei und begann seine Ausbildung 1869 an der Landeskunstschule ("Ständische Zeichnungsakademie") in Graz als Schüler von Hermann von Königsbrunn. In dessen Malerklasse, in der auch Marie Egner studierte, unternahm er zahlreiche Studienreisen, die ihn in die Südsteiermark und nach Kärnten führten. Dem folgte von 1880 bis 1884 ein Studium an der Wiener Akademie unter Eduard Peithner von Lichtenfels und bis zum Ende seines Studiums 1890 eine Fortsetzung an der Staatlichen Akademie der Bildenden Künste in Karlsruhe unter Gustav Schönleber, wo er mit der Schule von Barbizon bekannt wurde.
Zoffs weitere Wirkungsstätten waren München, Krems an der Donau und Wien. Ab 1907 war er Professor für Landschafts- und Stilllebenmalerei an der Landeskunstschule in Graz und galt als ein bedeutender Vertreter des Stimmungsimpressionismus. Die steirische Landschaft (etwa Stainz/Weststeiermark) wurde nun das Hauptmotiv seiner Malerei. Alfred Zoff nahm nach dem Tod seines Vaters (1882) und dem darauf folgenden Umzug seiner Mutter nach Klagenfurt häufig Aufenthalt in Kärnten. Bei Klagenfurt, in Pörtschach und in Krumpendorf entstanden zahlreiche Werke. Es führten ihn mehrere Studienreisen nach Italien (häufig an die Küste von Ligurien oder nach Ischia) und Holland, Belgien (1902) und in die Bretagne (1908), wo er in der Natur kleine Ölskizzen malte und nach diesen im Atelier seine großen Ölbilder ausführte.

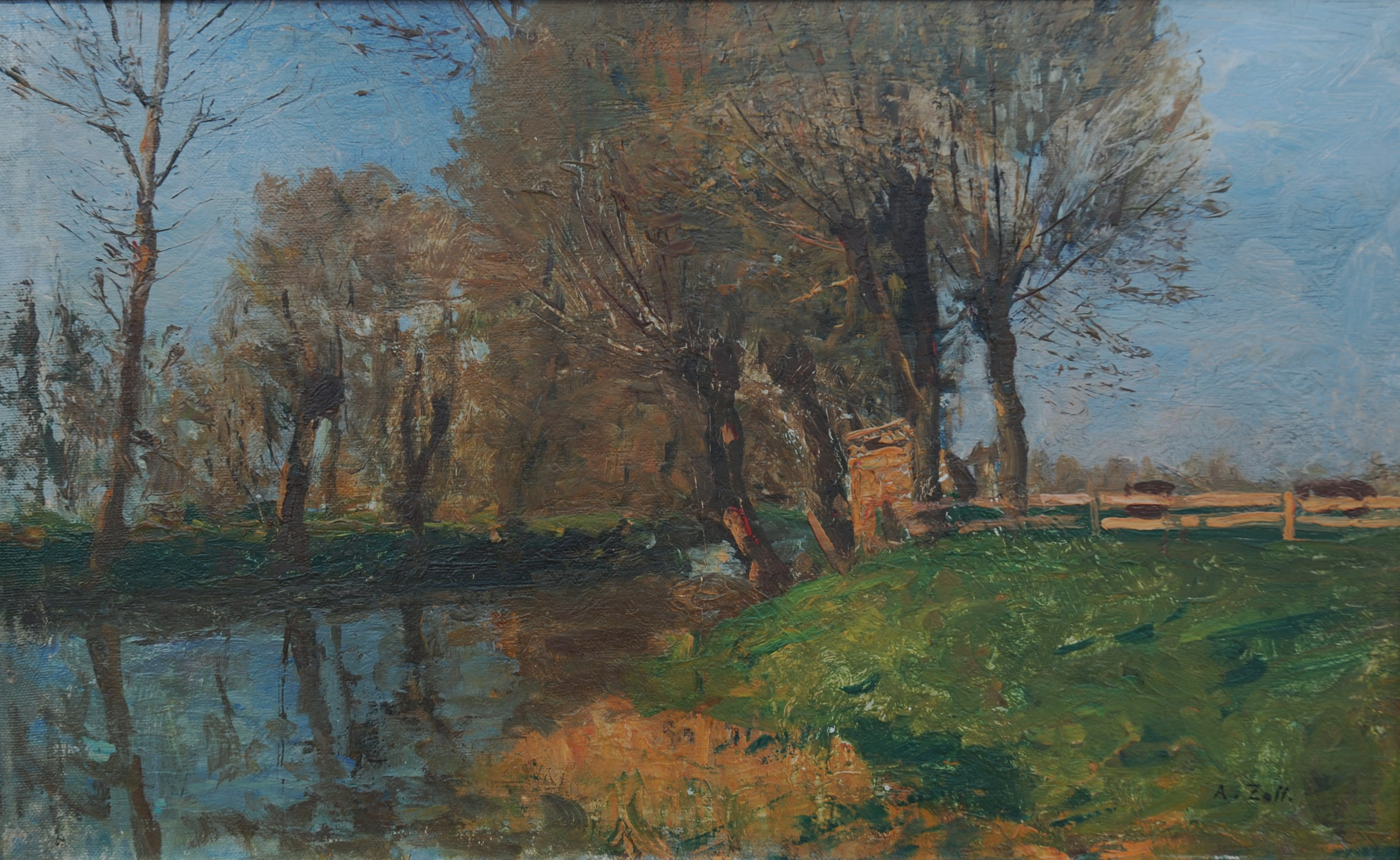
Alfred Zoff: Am Weiher

Alfred Zoff erhielt zahlreiche nationale und internationale Auszeichnungen, darunter die Silberne Staatsmedaille auf der Internationalen Jubiläumsausstellung in Wien (1888), die Erzherzog Carl Ludwig-Medaille (1899), die „Medaille de bronce“ auf der Weltausstellung in Paris (1900), die Große Goldene Staatsmedaille für sein Gemälde "Rivierahafen" (1907) und die Goldene Staatsmedaille in Graz (1910). Er war Mitglied des Künstlerhauses (ab 1883) und des Hagenbundes (ab 1900) und der Vereinigung Bildender Künstler Steiermarks. 1927, im 75. Lebensjahr, verlieh ihm die Stadt Graz das Bürgerrecht. Seine Arbeiten fanden bereits zu Lebzeiten viele Käufer und Sammler. Selbst vom Wiener Kaiserhof erfuhr er durch  Ankauf mehrerer Werke höchste Anerkennung. Besonderer Beliebtheit erfreuten sich seine Seestücke.